# Abdulnaser Slil
Abdulnaser Slil (Tripoli, 2 de setembro de 1981) é um ex-futebolista profissional líbio que atuava como meia.

## Carreira
Abdulnaser Slil representou o elenco da Seleção Líbia de Futebol no Campeonato Africano das Nações de 2006.